# Krute
Krute (en serbe cyrillique : Круте ; en albanais : Krytha) est un village du sud-est du Monténégro, dans la municipalité d'Ulcinj.

## Démographie

### Évolution historique de la population
| 1948 | 1953 | 1961 | 1971 | 1981 | 1991  | 2003 |
| ---- | ---- | ---- | ---- | ---- | ----- | ---- |
| 610  | 620  | 681  | 821  | 882  | 1 080 | 606  |